# Čizma (Kiseljak, BiH)
Čizma je naseljeno mjesto u općini Kiseljak, Federacija Bosne i Hercegovine, BiH.

## Stanovništvo

### 1991.
Nacionalni sastav stanovništva 1991. godine, bio je sljedeći:
ukupno: 245
- Hrvati - 221
- Muslimani - 21
- Srbi - 1
- ostali, neopredijeljeni i nepoznato - 2

### 2013.
Nacionalni sastav stanovništva 2013. godine, bio je sljedeći:
ukupno: 320
- Hrvati - 291
- Bošnjaci - 25
- Srbi - 2
- ostali, neopredijeljeni i nepoznato - 2